# میگل هررا
میگل هررا (انگلیسی: Miguel Herrera؛ زاده ۱۸ مارس ۱۹۶۸) یک بازیکن سابق فوتبال و مربی کنونی تیم ملی فوتبال مکزیک است.
وی همچنین در تیم ملی فوتبال مکزیک بازی کرده‌است.